# ناتاپون تامیروکس
ناتاپون تامیروکس (به تای: ณฐพร เตมีรักษ์؛ زادهٔ ۶ فوریهٔ ۱۹۸۹)، که با نام تائو (Taew) نیز شناخته می‌شود، مدل، بازیگر و یوتیوبر اهل تایلند است. وی دانش‌آموختهٔ رشتهٔ معماری در دانشگاه چولالونگکورن است.
از جمله فیلم‌هایی که وی در آن‌ها نقش داشته‌است، می‌توان به هورمون‌ها اشاره کرد.